# Imen Chatbri
Imen Chatbri, née le 7 février 1982 et morte dans la nuit du 1er au 2 mai 2019 à Rome, est une athlète tunisienne.

## Biographie
Imen Chatbri est médaillée d'or du 400 mètres haies aux championnats panarabes juniors 1998 à Damas puis médaillée d'argent en heptathlon aux championnats d'Afrique juniors 2001 à Réduit. Elle est ensuite médaillée de bronze en heptathlon aux championnats d'Afrique 2002 à Radès et médaillée d'argent dans la même discipline aux championnats panarabes 2005 à Radès.
Elle est sacrée championne de Tunisie d'heptathlon en 2003 et 2005 et du lancer du javelot en 2004 et 2006.
Elle est retrouvée morte le 2 mai 2019 au matin sur un quai longeant le Tibre près du pont Sisto à Rome. Un suspect, proche de l'athlète, est arrêté le 11 mai dans la capitale italienne ; il aurait été filmé par les caméras de vidéosurveillance aux abords du Tibre dans la nuit du 1er au 2 mai 2019, jetant l'athlète par-dessus la balustrade du pont.